# صالح شاخوئی
صالح شاخوئی سیاست‌مدار ایرانی بود،زاده دشتستان بوشهر  که در دوره‌های  بیست و یکم  و بیست و دوم و بیست سوم بعنوان نماینده آبادان در مجلس شورای ملی حضور داشت.